# Jonatan Johansson (fotbollsspelare)
Jonatan Lillebror Johansson,  född 16 augusti 1975 i Stockholm, är en finländsk (och finlandssvensk) före detta fotbollsspelare och sedermera tränare. Han debuterade för TPS Åbo i Finlands högsta serie Tipsligan 1995. Säsongen 1997 gjorde Johansson en kort sejour i Estlands huvudstad Tallinn representerandes FC Flora. Samma säsong flyttade han till skotska Rangers. Säsongen 1998/99 gjorde Johansson 17 mål i ligan för Rangers. År 2000 flyttade Johansson söderut till Londonklubben Charlton Athletic FC där han gjorde 14 mål under sin första säsong. Ett år var han även utlånad till Norwich City FC.
Sommaren 2006 lämnade han fotbollen i England för Allsvenskan och Malmö FF. När Allsvenskan startade efter sommaruppehållet den 17 juli fanns Johansson med i startelvan mot AIK där han bildade anfallspar med ett annat nyförvärv från danska Odense BK, brasilianske Junior. Malmö vann matchen med 3–1, Johansson stod för två mål och hans partner, Junior, för ett. Johansson fortsatte under hösten att göra mål. Han kom på en delad tredjeplats i skytteligan efter att ha gjort 11 mål, trots att han endast spelat under hösten.
Han har även varit en viktig spelare för det finska a-landslaget i till exempel kvalen till VM 2010. Han gjorde mål mot Tyskland 2008 och matchen slutade 3–3, sedan mot Wales när Finland borta vann med 2–0, sedan mot Liechtenstein som Finland vann med 2–1.
Från och med 1 januari 2009 kom Johansson åter att spela i Skottland, närmare bestämt i Hibernian FC, men den 27 oktober 2009 skrev han på för det skotska laget St. Johnstone FC där han hade kontrakt till januari 2010.

## Landslag
Johansson har spelat i det finländska landslaget, och debuten skedde 16 mars 1996 mot Kuwait.